# Stipa pilata
Stipa pilata är en gräsart som beskrevs av Surrey Wilfrid Laurance Jacobs och Joy Everett. Stipa pilata ingår i släktet fjädergrässläktet, och familjen gräs. Inga underarter finns listade i Catalogue of Life.